# Jean Jahnsson
Bror Johan (Jean) Teodor Jahnsson, född 7 september 1854 i Stockholm, död 5 mars 1944, var en svensk juvelerare, konstsamlare och generalkonsul. Jahnsson övertog 1879 guldsmeden Carl Gustaf Hallbergs fabrik och affär i Stockholm, som han förestått sedan 1875, och blev 1896 verkställande direktör i den då till aktiebolag ombildade guldsmedsfirman, Hallbergs Guldsmeds AB. År 1886 blev han hovjuvelerare och 1907 turkisk generalkonsul. Han fick i uppdrag att värdera Turkiets skattkammare 1927. Jahnssons memoarer, En gammal guldsmed berättar, utkom 1941.

## van der Nootska palatset

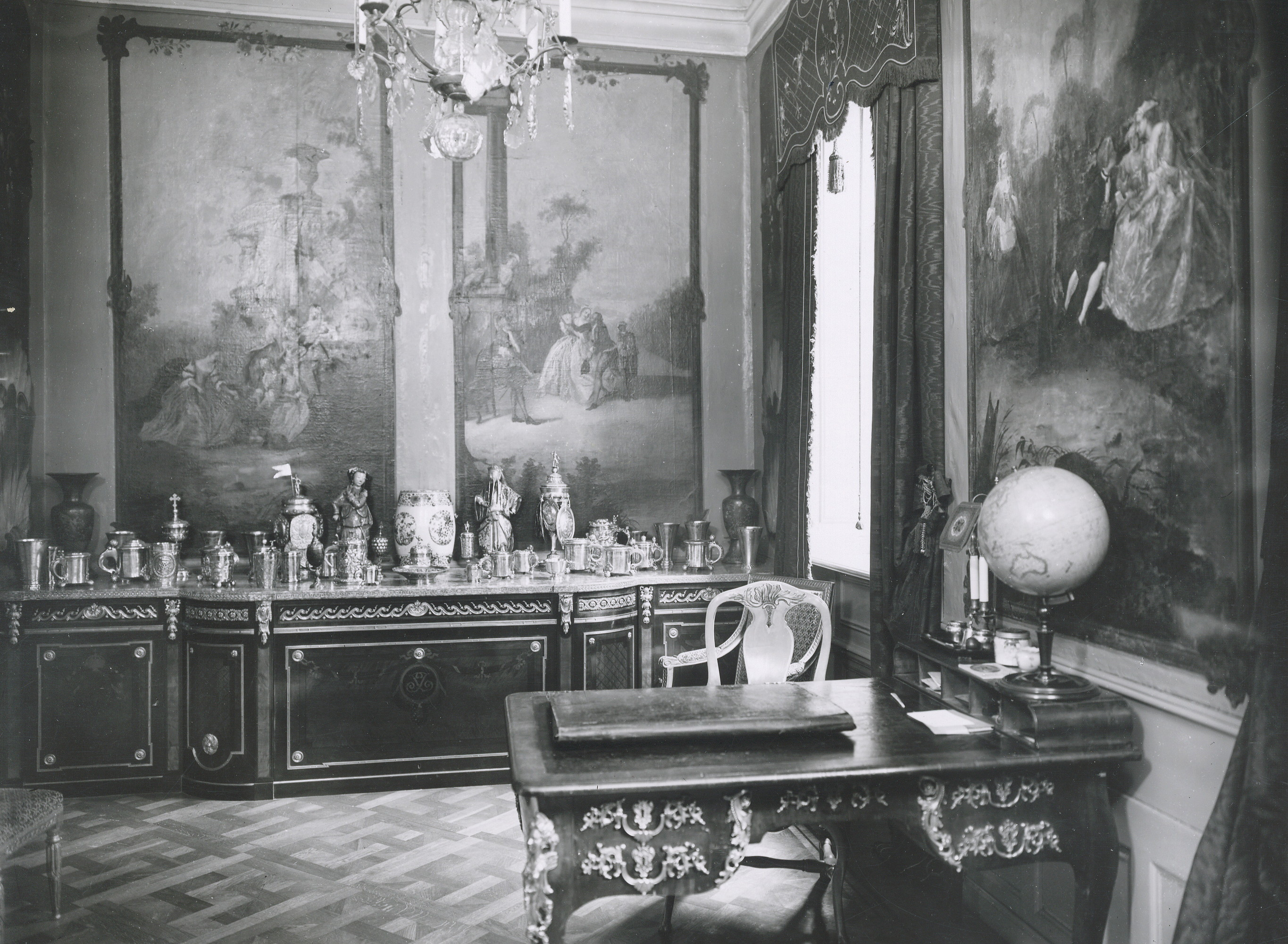
Jean Jahnssons "Silverkammare" i van der Nootska palatset.

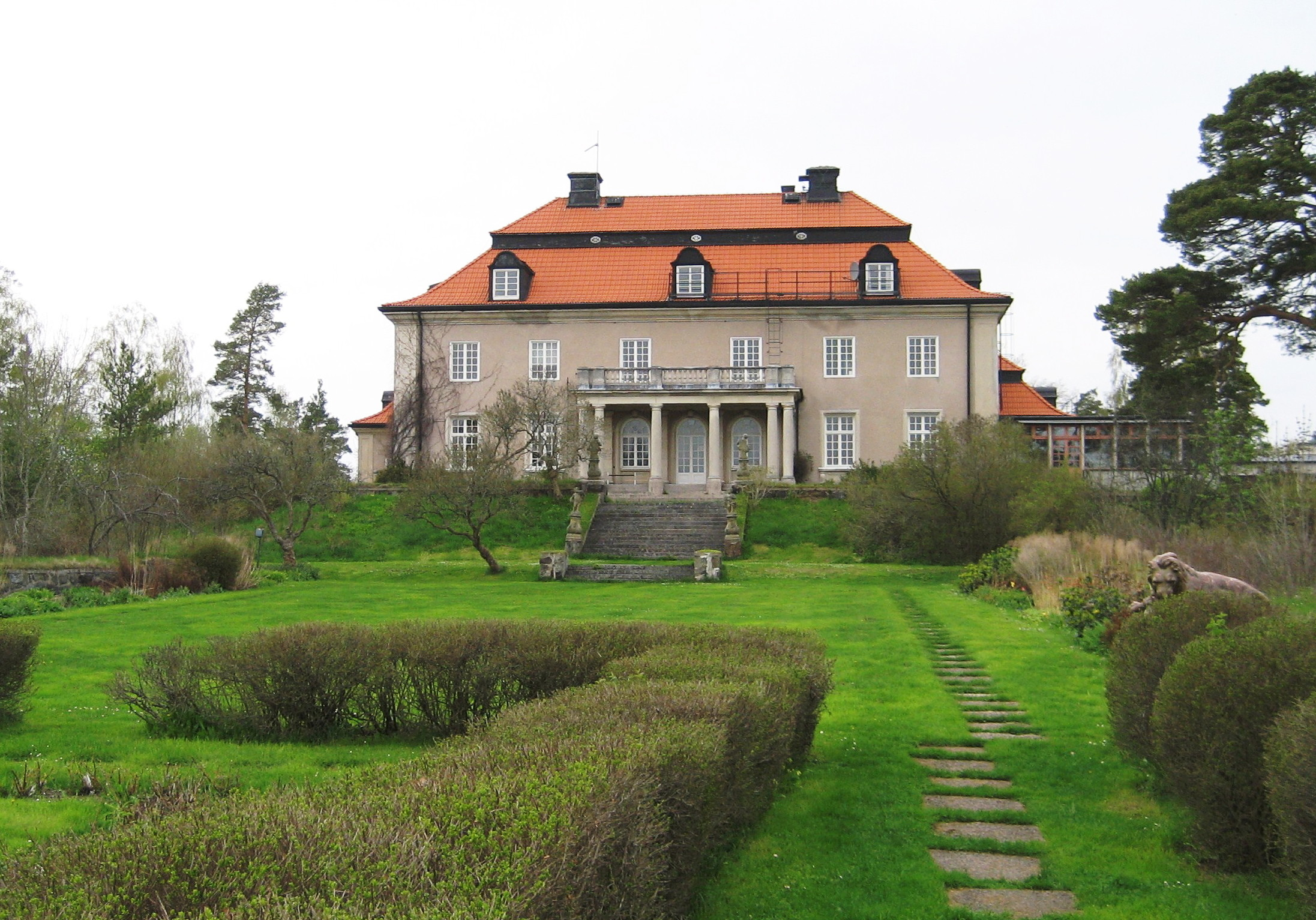
Stensunds slott

Jahnsson förvärvade 1902 van der Nootska palatset på Södermalm i Stockholm, som länge hade stått och förfallit, och lät det undergå en fullständig restaurering i samråd med arkitekterna Isak Gustaf Clason, Kasper Salin och Agi Lindegren samt målaren Vicke Andrén; det var de två sistnämnda som utförde själva restaureringen.
Jahnsson samlade svenska silversaker, däribland en samling av flera hundra skedar från 1400-talet och framåt, porslin, pretiosa (däribland en ojämförlig samling dyrbart smyckade gulddosor), svenska miniatyrer, konstmöbler, svenska gravyrporträtt och ett bibliotek om betydligt mer än 100 000 band, bland annat nästan fullständiga samlingar av svensk dramatisk och svensk topografisk litteratur, dessutom inkunabler, reformationsskrifter, svensk historia och mycket annat. I biblioteket fanns även den enastående samling av Stockholmiana som under många årtionden samlats ihop av kaptenen Carl Fredrik Akrell, hovtandläkaren Elof Förberg och bokhandlaren Karl Börjesson, och som var påtänkt att inköpas till det nya stadshuset.
Även Jahnssons vapensamling var synnerligt stor, och bestod av hans egna samlingar, utökade med bankiren Alfred Bergs samling, som tidigare förvarades på Viks slott i Uppland. Vapensamlingen och tavelsamlingarna förvarades på Stensunds slott nära Trosa.

## Samlingarna skingras
Jahnsson drabbades hårt av Kreugerkraschen i början av 1930-talet, blev av med sin rikedom och tvingades lämna van der Nootska palatset samt auktionera bort större delen av samlingarna. Stensunds slott såldes till "banankungen" Carl Matthiessen 1933, och vapensamlingen auktionerades bort. Återstoden av Jahnssons samlingar från van der Nootska palatset, som framför allt utgjordes av Stockholmiana-samlingen, donerades 1942 till Stockholms stadsmuseum av Axel Wenner-Gren, som i februari 1938 hade köpt van der Nootska palatset. Samlingen bestod av omkring 5 000 bilder samt omkring 3 000 böcker och småtryck.
Jean Jahnsson gravsattes i Gustav Vasa kyrkas kolumbarium vid Odenplan i Stockholm.